# Afrohelcon magnificus
Afrohelcon magnificus är en stekelart som beskrevs av Van Achterberg 1990. Afrohelcon magnificus ingår i släktet Afrohelcon och familjen bracksteklar. Inga underarter finns listade i Catalogue of Life.